# Vasco Núñez de Balboa

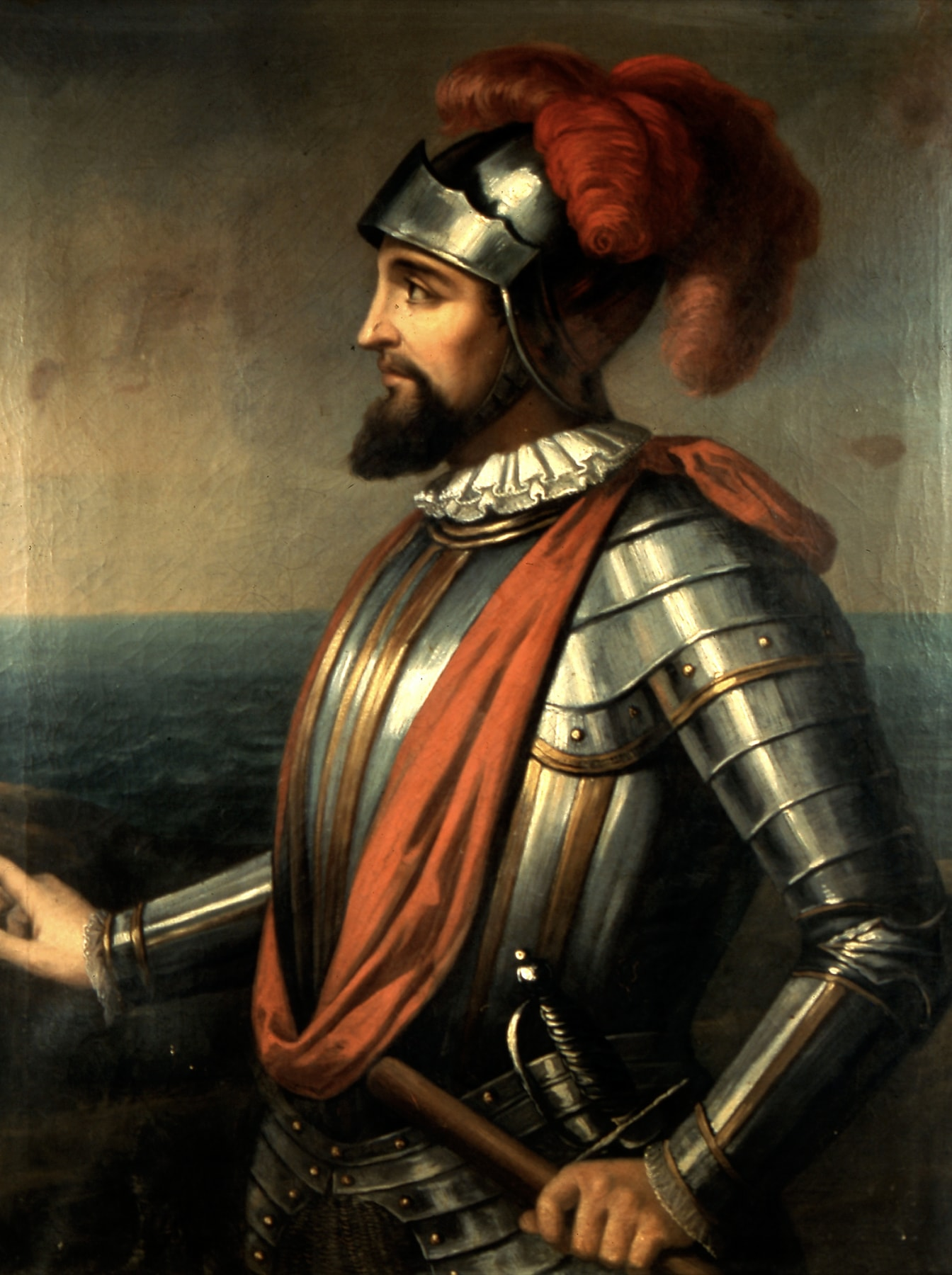
Vasco Núñez de Balboa

Vasco Núñez de Balboa (* 1475 bei Jerez de los Caballeros/Spanien; † Januar 1519 in Acla, in der Nähe von Darién, Panama, hingerichtet) war ein spanischer Entdecker, Konquistador und Abenteurer. Als erster Europäer erblickte er im Jahr 1513 den Pazifischen Ozean vom amerikanischen Kontinent aus.

## Leben
Núñez de Balboa entstammte einem verarmten galicischen Adelsgeschlecht. Wie viele Abenteurer veranlassten ihn die Nachrichten über das von Kolumbus 1492 entdeckte Land mit seinem Reichtum an Gold, die Reise in die neue Welt zu unternehmen. Im Jahr 1500 nahm er als einfacher Matrose an der Expedition von Rodrigo de Bastidas zur Erkundung der kolumbianischen und der nördlichen Küste der Meerenge von Panama teil. Anschließend ließ er sich im Jahre 1501 auf Hispaniola als Pionierlandwirt nieder. Dort züchtete er Schweine, doch zu Reichtum kam er nicht. Wie viele andere gab er sein Geld in Spelunken aus und machte Schulden.

### Reise des Enciso
Im Jahre 1510 hatte Núñez de Balboa so viele Schulden, dass er beschloss, von der Insel zu fliehen. Zu dieser Zeit rüstete ein Rechtsanwalt namens Martín Fernández de Enciso ein Schiff aus, um an der Nordküste von Urabá (Kolumbien) eine Siedlung zu gründen und dort die Ländereien auszubeuten. Núñez de Balboa witterte eine günstige Gelegenheit, seinen Gläubigern zu entkommen.
Da das Schiff von Enciso schwer bewacht wurde, versteckte sich Balboa in einer leeren Proviantkiste und ließ sich von Freunden an Bord tragen. Erst nachdem das Schiff bereits zwei Tage auf hoher See war und er wusste, dass man seinetwegen nicht umkehren würde, gab sich der blinde Passagier zu erkennen. Enciso war zunächst sehr zornig und wollte Núñez de Balboa am nächsten Strand aussetzen.

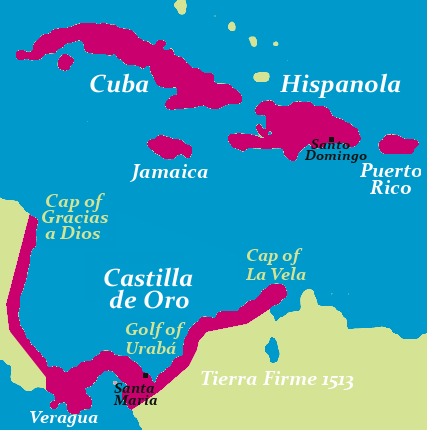
Spanische Kolonien in der Karibik um 1513, südlich davon Tierra Firme

Doch bevor es dazu kam, begegneten sie einem anderen spanischen Schiff unter der Führung von Francisco Pizarro. Die Mannschaft berichtete, dass sie die letzten Überlebenden einer Siedlung seien, deren Einwohner durch das Sumpfklima und Giftpfeile der indigenen Bevölkerung ums Leben gekommen seien. Nun wollte die Mannschaft von Enciso nicht weiterfahren. Núñez de Balboa erklärte, er kenne die gesamte Küste Zentralamerikas und erinnere sich, dass er damals einen Ort namens Darién am Ufer eines goldhaltigen Flusses gefunden habe, wo es freundliche Bewohner gebe. Die Mannschaft folgte seinem Vorschlag, an diesen Ort zu fahren. Enciso wurde als Führer abgesetzt; Núñez de Balboa wurde zum Expeditionsleiter und Generalkapitän. Am Ziel angekommen, gründete Balboa die möglicherweise erste feste Siedlung der Spanier in Kontinentalamerika: Santa María la Antigua del Darién.

### Gouverneur von Darién
Im Dezember 1510 wurde Balboa von König Ferdinand V. von Spanien zum Gouverneur von Darién ernannt. Enciso war allerdings inzwischen auf dem Weg nach Spanien, um gegen Balboa wegen dessen Meuterei Anklage zu erheben.
Im Jahr 1511 unternahm Núñez de Balboa eine Expedition ins Binnenland. Auf seiner Suche nach Gold wurden viele Indianer getötet und beraubt. Eines Tages traf er auf den Häuptling Careta, der ihm vorschlug, ein Bündnis mit seinem Stamm zu schließen, statt sich die Ureinwohner zu Feinden zu machen. Balboa nahm das Angebot an und heiratete die Tochter des Häuptlings. Gemeinsam mit Careta unterwarf er daraufhin die Indianerstämme in der Nachbarschaft.
Davon hörte 1513 auch der mächtigste Häuptling der Gegend namens Comagre. Dieser lud Balboa und seine Gefährten in sein weiträumiges Haus ein. Unaufgefordert schenkte er seinen Gästen 4000 Unzen Gold. Kaum hatte er das Geschenk verteilt, gingen seine Gäste mit Schwertern und Fäusten aufeinander los, denn jeder wollte sich seinen Anteil sichern. Comagre war über dieses Verhalten sehr erstaunt, denn für ihn war Gold ein gewöhnliches Metall. Er berichtete seinen Gästen von einem mächtigen See hinter den Bergen und dass alle Flüsse, die in diesen See fließen, Gold mit sich führten. Dort gebe es so viel Gold, wie man begehre. Aber es sei ein gefährlicher Weg.
Núñez de Balboa hörte dies mit viel Interesse. Endlich schien es eine Spur des sagenhaften Goldlandes zu geben, von dem er und andere seit Jahren träumten. Aber auch der große See erschien ihm sehr interessant. Denn viele glaubten noch, Kolumbus habe Asien erreicht. Aber die Zweifel daran waren immer stärker geworden. Der See konnte der Beweis dafür sein, dass Kolumbus einen neuen Erdteil entdeckt hatte.

### Durchquerung Panamas

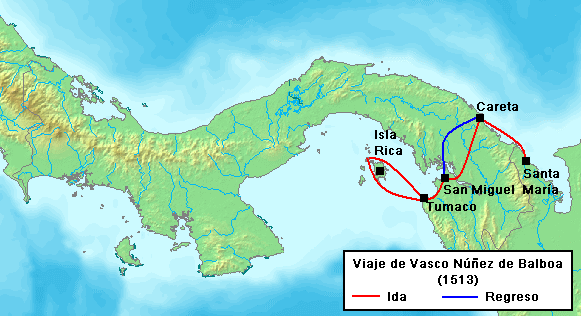
Núñez de Balboas Reise durch Panama, 1513. Ida: Hinweg

Balboa schrieb an den spanischen König und forderte eine Truppe von tausend Mann, um das neue Meer zu entdecken und endlich das gefundene Goldland zu gewinnen, das Kolumbus vergebens versprochen hatte und das er, Núñez de Balboa, erobern werde. Noch bevor diese Nachricht den König erreichte, erhielt Núñez de Balboa den Hinweis, dass eine Gerichtsperson aus Spanien auf dem Weg sei, um ihn wegen Meuterei abzuurteilen oder in Ketten nach Spanien zurückzuführen.
Nun wollte Núñez de Balboa nicht mehr auf die erbetenen tausend Mann aus Spanien warten. Er rief seine Leute zusammen und erklärte seine Absicht, die Landenge von Panama zu überqueren. Sein Mut übertrug sich auf die anderen. 190 Soldaten erklärten sich bereit, ihm zu folgen. Unter ihnen befand sich auch Francisco Pizarro.
Am 1. September 1513 begann der Marsch. Zusammen mit hunderten von Indianern als Lastenträgern und zahlreichen Bluthunden machten sie sich auf den Weg. Balboa hatte allerdings aus Unwissenheit nicht den kürzesten Weg gewählt und dadurch den gefährlichen Weg um einige Tage verlängert. Von Anfang an mussten sie sich mit Schwert und Axt einen Weg durch den Dschungel bahnen. Immer wieder wurden sie von Einheimischen überfallen. Hinzu kamen die Hitze, orkanartige Regengüsse und Millionen von Stechmücken. Der Weg ging durch Sümpfe mit Alligatoren und Schlangen. Der Boden war übersät von Zecken, Skorpionen, Tausendfüßern und Ameisen. Auf selbstgezimmerten Flößen wurden die Flüsse überquert.
Viele Soldaten wurden krank und schwach. Núñez de Balboa ordnete an, dass alle Fieberkranken und Schwachen zurückbleiben sollten. Als die Expedition einmal wegen einer Felswand ein Stück zurückgehen musste, fand man von den zurückgelassenen Kranken nur noch wenige, von Ameisen übersäte Reste. Nachdem man dies gesehen hatte, wurden weitere Kranke sofort getötet, um ihnen diese schauerlichen Qualen zu ersparen. Nach drei Wochen waren von den 190 Soldaten nur noch 69 am Leben.
Dann kamen sie an den Berg, von dessen Gipfel man den großen See sehen sollte. Núñez de Balboa befahl der Mannschaft stehenzubleiben. Keiner sollte ihm folgen, denn diesen ersten Blick auf den unbekannten Ozean wollte er nicht teilen, sondern für ewige Zeit der erste Spanier, der erste Europäer und der erste Christ gewesen sein, der den neuen Ozean erblickte. Am 25. September 1513, vormittags um elf Uhr, sah er schließlich als erster Europäer den Pazifik – oder genauer gesagt den Golf von San Miguel, eine Bucht des Golfs von Panama – vom amerikanischen Kontinent aus und war somit möglicherweise der erste, der die Kontinent-Eigenschaft Amerikas entdeckte, wiewohl sie von Amerigo Vespucci wenige Jahre zuvor schon postuliert wurde, der durch genaue Beobachtungen deutliche Eigenheiten von Fauna und Flora Amerikas festgestellt hatte.

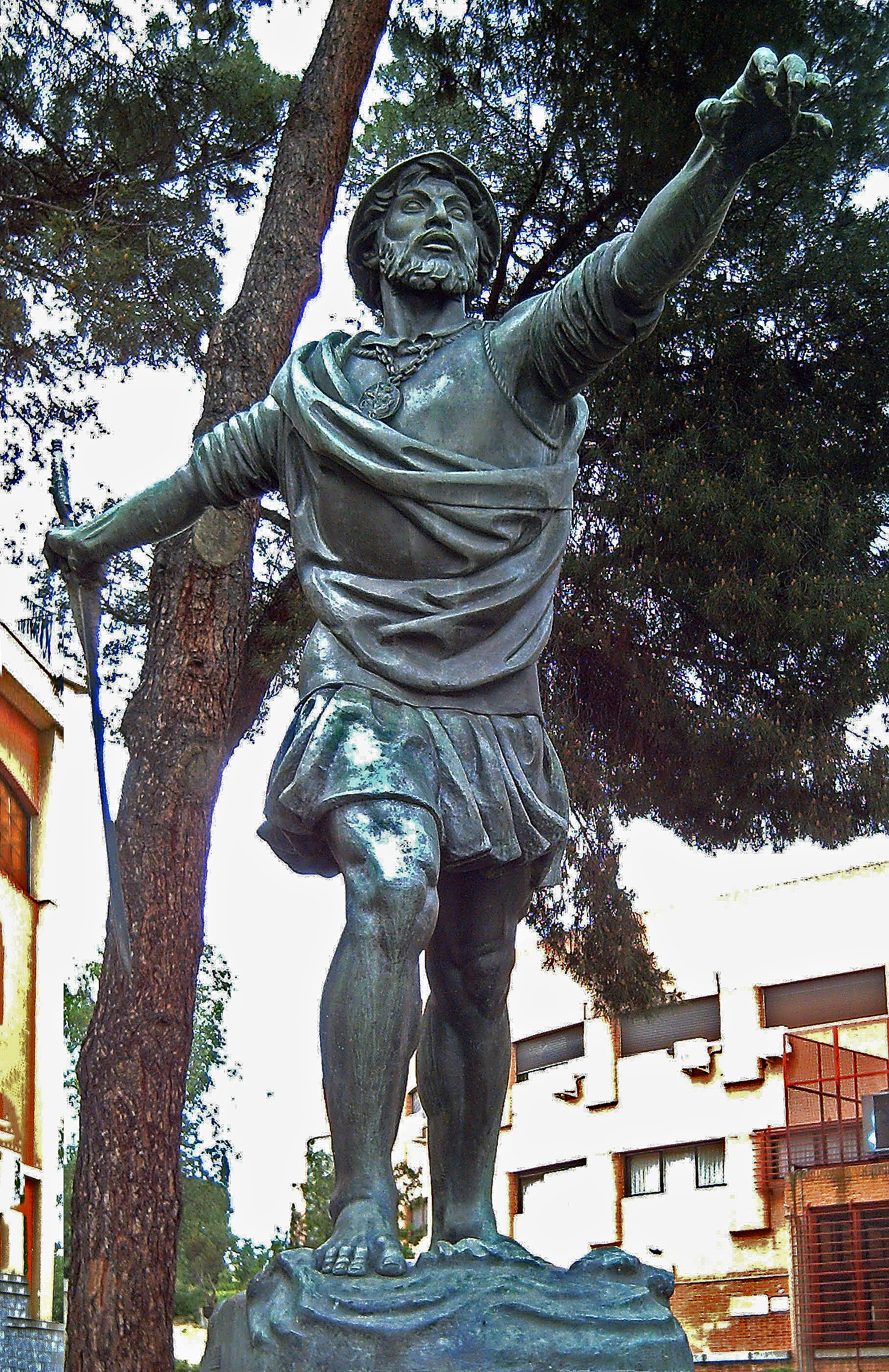
Statue von Balboa in Madrid (E. Pérez, 1954)

Nachdem er sich lange das Meer angesehen hatte, rief er seine Kameraden herbei, um seine Freude und seinen Stolz zu teilen. Vier Tage später ging Núñez de Balboa an der Mündung des Sabanflusses einige Schritte ins Meer und nahm, als er salziges Weltmeerwasser feststellte, das „Südmeer“ (mar del sur) für seinen König in Besitz.
Die Spanier fanden Gold und Perlen an der Küste. Alle Taschen und Säcke wurden mit diesen Kostbarkeiten vollgestopft und man machte sich auf den Rückweg. Ein Einheimischer berichtete Núñez de Balboa von einem weiteren Land namens Birù im Süden mit unermesslichen Schätzen, die erste Kunde über das Inka-Reich in Peru. Damit hatte Balboa ein Ziel für eine weitere Eroberung. Doch zunächst musste er mit den wenigen Überlebenden zurück nach Darién. Núñez kam, selbst dem Tode nah, am 19. Januar 1514 wieder in Darién an.

### Verhaftung und Tod
Wiederum bat er den spanischen König um eine Truppe von 1000 Mann für die Eroberung Perus, doch dazu kam es nicht mehr. Durch Intrigen am spanischen Hof wurde er als Gouverneur von Darién durch den spanischen Soldaten (und seinen späteren Schwiegervater) Pedrarias Dávila abgelöst. Der spanische König hörte von Núñez de Balboas Entdeckungen und ernannte ihn im Juli 1515 zum Generalkapitän der Provinzen Coiba und Panama und zum Gouverneur der Südsee.
Núñez de Balboa machte anschließend noch einige Entdeckungen entlang der Küste von Panama. Aber das Verhältnis zu seinem Schwiegervater Pedro Arias Dávila, der als grausam und geldgierig beschrieben wird, wurde immer schlechter. Schließlich ließ Dávila ihn wegen einer angeblichen Verschwörung verhaften. Ohne Anklage und ohne die Möglichkeit der Verteidigung wurde Núñez de Balboa zusammen mit vier Freunden in der Stadt Acla in Panama im Januar 1519 enthauptet.

## Andenken
- Nach dem Konquistador ist die Währung Panamas, der Panamaische Balboa, benannt. Zahlreiche Straßen, öffentliche Plätze und Parks in den Staaten des amerikanischen Westens, aber auch Firmen und Produkte tragen heute Balboas Namen.
- Eine berühmt gewordene literarische Darstellung der Entdeckung des Südmeeres (Pazifik) durch Núñez de Balboa gelang Stefan Zweig in Sternstunden der Menschheit.
- Der Mondkrater Balboa ist nach ihm benannt.

### Sachbuch
- Luis Blas Aritio: Vasco Núñez de Balboa y los cronistas de indias. Panama 2012, ISBN 978-9962667070.
- Charles L. Anderson: Life and letters of Vasco Núñez de Balboa. Greenwood Pr., Westport, Connecticut 1970.
- Frutos Asenjo García: Vasco Núñez de Balboa. Silex, Madrid 1991.
- Mark McKain: The exploration of South America. Mason Crest Publ., Philadelphia 2002.
- Gustavo A. Mellander: The United States in Panamanian Politics: The Intriguing Formative Years. Interstate Publishers, Danville (Illinois) 1971, OCLC 138568.

### Belletristik
- Stefan Zweig: Flucht in die Unsterblichkeit. In: Sternstunden der Menschheit. 12 historische Miniaturen (= Fischer-Bücherei). Band 595. Fischer, Frankfurt am Main u. a. 1964. (E-Text)